# Benedetta Bianchi Porro
Benedetta Bianchi Porro (Dovadola, 8 agosto 1936 – Sirmione, 23 gennaio 1964) è stata un'italiana dichiarata venerabile dalla Chiesa cattolica, per il comportamento e la fede mantenuti in vita nonostante le sofferenze, e in seguito beatificata da papa Francesco nel 2019.
Il 14 settembre 2019 è stata proclamata beata nella Cattedrale di Forlì, in una cerimonia officiata dal cardinale Giovanni Angelo Becciu, in rappresentanza del Pontefice.

## Biografia

### Infanzia e adolescenza
Appena nata fu colpita da una emorragia; per questo motivo, su richiesta della madre, le venne conferito il battesimo "di necessità" con acqua di Lourdes. 
Cinque giorni dopo, il 13 agosto, riacquistata una certa stabilità fisica, fu solennemente battezzata e chiamata Benedetta Bianca Maria.
A tre mesi Benedetta si ammalò di poliomielite, malattia che le lasciò la gamba destra più corta dell'altra, costringendola in seguito a portare una pesante scarpa ortopedica. Tra marzo e maggio del 1937 fu colpita da ripetute bronchiti, e da otite purulenta bilaterale.
Nel maggio 1944, nella piccola Chiesa dell'Annunziata a Dovadola fece la prima Comunione. Le venne regalato in quella occasione un rosario, da cui non si sarebbe più separata. Conseguì la Cresima quindici giorni dopo, amministrata dal vescovo di Modigliana, Monsignor Massimiliano Massimiliani.
"È una bella giornata e anche io sono felice perché ho ricevuto Gesù nel cuore, ho promesso a Gesù che farò la comunione tutte le domeniche di Maggio".
In quello stesso mese iniziò a scrivere il suo "Diario segreto", poiché invitata dalla madre a continuare una tradizione di famiglia. Compilare un diario personale diventò un piacere e un modo semplice e naturale per annotare pensieri e quotidianità.
Fu un'adolescente compassionevole, fragile e delicata. Visse numerosi problemi fisici e tentativi di cura: le “scarpe alte”, il busto, l'emicrania, la debolezza, e soprattutto quella gamba che le “regalò” il soprannome di “zoppona”.
«Non dovete prendervela, in fondo dicono la verità: sono zoppa».
Furono questi gli elementi che tendevano ad identificarsi come normalità nella vita di una ragazzina di appena 13 anni e già da tutti considerata un'emarginata.
Terminate le elementari dalle suore, frequentò le scuole medie a Brescia, nell'Istituto Santa Maria degli Angeli retto dalle suore Orsoline. La prima esperienza scolastica risultò essere molto più che positiva, Benedetta si dimostrò infatti una ragazzina promettente, intelligente e attenta. Ma la nostalgia di casa non l'abbandonò mai, fu un'esperienza che visse in costante attesa di rivedere tutta la famiglia. La presenza familiare ebbe infatti un ruolo rilevante nel suo percorso di vita. La madre, casalinga e fervente cattolica; il padre, cattolico “non praticante” ma uomo dalla grandissima generosità, e cinque fratelli, rimasero un costante punto di riferimento per la giovane.
Durante l'Anno Santo del 1950 si recò a Roma, Assisi e Loreto.
Ben presto nacque una profonda amicizia, quella tra lei e Anna Laura Conti. Un'amicizia che lei visse come pura, gioiosa: "Tu sei la mia prima amica; e amica per me vuol dire qualcosa di più di quello che altri intendono." Citando un passo di S. Agostino le spiegò che ormai metà del suo “essere” le apparteneva e che la paura di poter rimanere sola e di poterla perdere ombreggiava costantemente nella sua anima.
A contribuire al suo stato di emarginazione fu però la progressiva perdita dell'udito, problema che la costrinse a seguire numerosi incontri di riabilitazione, ma con scarsi risultati. L'animo religioso intanto si fece sempre più evidente nella giovane beata, la voglia di vivere e di aiutare gli altri diventarono delle priorità quasi imprescindibili. Alla domanda “cosa è la vita?” rispose: Un sogno, un sogno bello e triste, un godimento e un dolore insieme, una prova: una prova in cui si è soli davanti all'infinito. Benedetta incentrò la sua vita prevalentemente nella figura illuminante e protettiva di Dio: mèta e Amore Puro. Le sue preferenze letterarie spaziavano da Tolstoj a Dostoevskij, le piaceva l'anima russa, un'anima ardente, profonda, umana; Shakespeare, poiché nelle sue tragedie è ritratto in modo ammirabile ogni aspetto dell'anima dell'uomo; Platone, che nel Fedone espone la teoria dell'immortalità dell'anima; Marco Aurelio; Ugo Foscolo; Giacomo Leopardi, di cui si sentì profondamente sostenitrice; e Orazio.

### Gli anni universitari
Nonostante la precaria situazione di salute, nell'ottobre del 1953, a soli 17 anni, si iscrisse all'Università Statale di Milano. Inizialmente influenzata dal padre, scelse di intraprendere gli studi di Fisica. Dopo successivi ripensamenti, e con una maggiore consapevolezza nelle sue aspirazioni decise di iscriversi a Medicina.
Il trasferimento a Milano vide la giovane forlivese nuovamente costretta ad abbandonare la famiglia e ad intraprendere una strada completamente diversa. L'immagine di una città così grande le procurò un maggior senso di solitudine e di nullità.  La sordità continuò intanto a causarle gravi problemi relazionali e scolastici. Il prof. Ettore Brocca, assistente ordinario di Clinica Otorinolaringoiatrica, pensò che la sordità di lei fosse di origine psichica. Le consigliò quindi di iniziare una cura psicoterapeutica.
Durante gli esami alcuni professori si dimostrarono poco disponibili nei suoi confronti. Il 26 aprile 1955 chiese di essere ammessa a sostenere, nella sessione estiva, gli esami di Biochimica, di Microbiologia e di Anatomia umana. Ai primi due fu appena sufficiente, a quello di Anatomia venne respinta. La richiesta di Benedetta di poter ricevere le domande per iscritto, a causa dei problemi uditivi, fece infuriare il professore che le consigliò di cambiare professione, ritenendo intollerabile che un sordo potesse esercitare la professione medica. Si ripresentò all'esame di Anatomia, superandolo.
Il 12 luglio 1955 venne ricoverata presso la casa di cura Villa Igea a Forlì, per ipotrofia all'arto inferiore destro, con conseguente resezione del femore e successiva riabilitazione.
Per il quarto anno accademico il 26 ottobre chiese l'iscrizione ai Corsi fondamentali di Anatomia patologica, Patologia speciale medica, Patologia speciale chirurgica, Clinica otorinolaringoiatrica.
Nel 1956 iniziarono i problemi alla congiuntiva: dopo aver consultato un oculista di Brescia le venne diagnosticata un'ulcera corneale. Il fratello Gabriele decise di portarla a controllo a Milano all'Ambulatorio della Clinica Oculistica, dove il prof. Leo le diagnosticò una papilla da stasi, sintomo di ipertensione endocranica, spesso indice di tumore. Fu attraverso le conoscenze mediche appena acquisite che Benedetta riuscì ad autodiagnosticarsi il suo male: neurofibromatosi diffusa o sindrome di Von Recklinghausen. Il 27 giugno venne fissato un nuovo intervento per asportare un neurinoma del nervo acustico in sede pontocerebellare e per procedere alla decompressione cranica. Per errore del chirurgo le venne reciso il nervo facciale VII sinistro e le si paralizzò l'intero lato facciale.
Il 4 agosto 1959 venne ricoverata presso la clinica neurologica del <Beretta>, dove le diagnosticarono una aracnoidite spinale. L'intervento non ebbe risultati positivi, anzi, a seguito di questo le si paralizzarono gli arti superiori, lo sfintere vescicale e inoltre la sordità divenne totale.
Ai primi di settembre riprese a studiare, si iscrisse al quinto anno di Medicina per i corsi di Anatomia e Istologia patologica, Clinica medica, Clinica chirurgica, Igiene, Clinica delle malattie nervose, Clinica dermosifilopatica, Clinica oculistica e odontoiatrica. L'intervento chirurgico per neurofibromatoma all'acustico era stato inutile ed aveva causato la sordità totale bilaterale, con l'aggiunta di forti disturbi atassici, aggravati dagli esiti alla gamba destra di una poliomielite e dalla paralisi del facciale destro dovuto all'intervento stesso. Benedetta entrò in crisi e iniziò a pensare di dover cambiare facoltà optando in ultima analisi per Biologia. Tutti gli amici medici le sconsigliarono di prendere questa decisione e alla fine scelse di rimanere a Medicina.

### Gli anni della malattia
Le condizioni fisiche si aggravarono, il 30 novembre 1960 inviò al rettore la domanda di "rinuncia agli studi". Nel gennaio 1961 riprese a scrivere il diario, sospeso durante gli anni di studio universitari. Riuscendo a vivere serenamente la malattia.
Nel 1962 fece il primo di due pellegrinaggi a Lourdes. Dopo aver fatto domanda all'UNITALSI partì dal 24 al 31 maggio. Con la metà di ottobre del 1962 terminò definitivamente il Diario. I suoi pensieri, interamente riguardanti la religione e il cammino interiore, vennero appuntati sull'Agenda della Motta. Scrivere le comportava una grandissima fatica e una notevole quantità di tempo.
Il 15 ottobre 1962 venne ricoverata all'Ospedale Civile di Desenzano. La diagnosi: neurofibromatosi multipla e febbre da foci dentari. Presentava inoltre piaghe da decubito al sacro e alla regione glutea di sinistra, le erano impossibili le funzioni fisiologiche. Le furono estratti 14 denti. Al controllo oculistico risultò che la stasi si era accentuata con edema intenso delle papille. Il 28 novembre venne dimessa.
A causa di un peggioramento della vista, il 12 dicembre fu sottoposta ad un nuovo intervento chirurgico: deviazione del liquor cerebrale nella giugulare. Una deviazione ventricolo cava superiore con valvola di Spitz-Holter, essendosi riscontrato il blocco del liquor cefalorachidiano a livello ventricolare da compressione. A seguito dell'intervento perse completamente la vista. 
L'unico contatto con il mondo esterno passava attraverso il palmo della sua mano. La madre comunicava con lei attraverso dei segni e Benedetta rispondeva con un impercettibile bisbiglio.

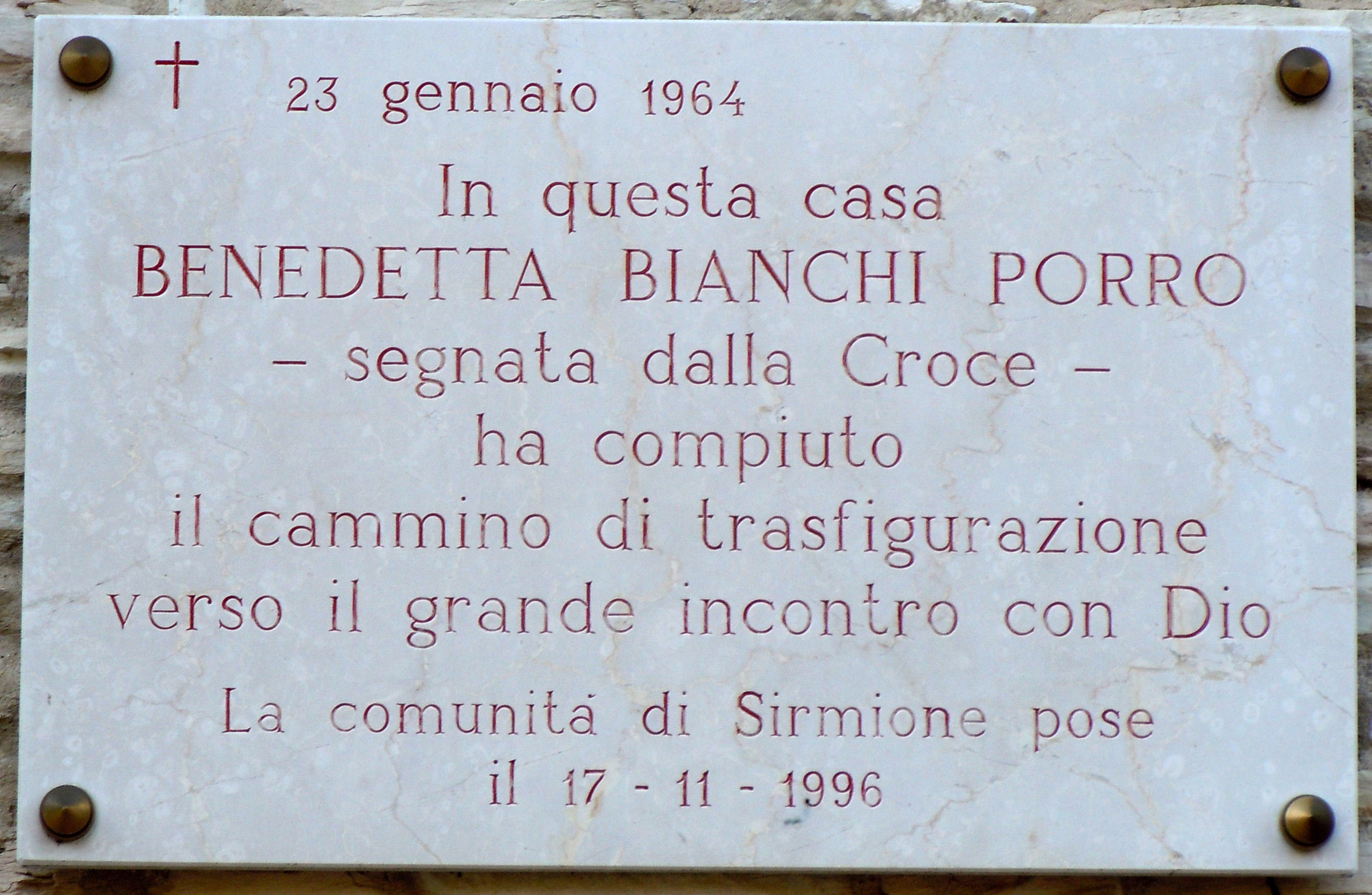
Sirmione, lapide a ricordo

Il 20 gennaio 1964 si confessò e ricevette la comunione dal parroco di Sirmione.
Prima di morire il suo pensiero ritornò ad una leggenda a lei cara, la leggenda del mendicante e del re.
Morì il 23 gennaio del 1964. Grazie al suo Diario è possibile conoscere e comprendere le sue scelte e i suoi travagli interiori. Fu inizialmente padre David Maria Turoldo a curare l'edizione degli scritti di Benedetta Bianchi Porro, e successivamente alcuni cardinali, come Angelo Comastri e Giacomo Biffi, hanno aggiunto introduzioni e commenti.

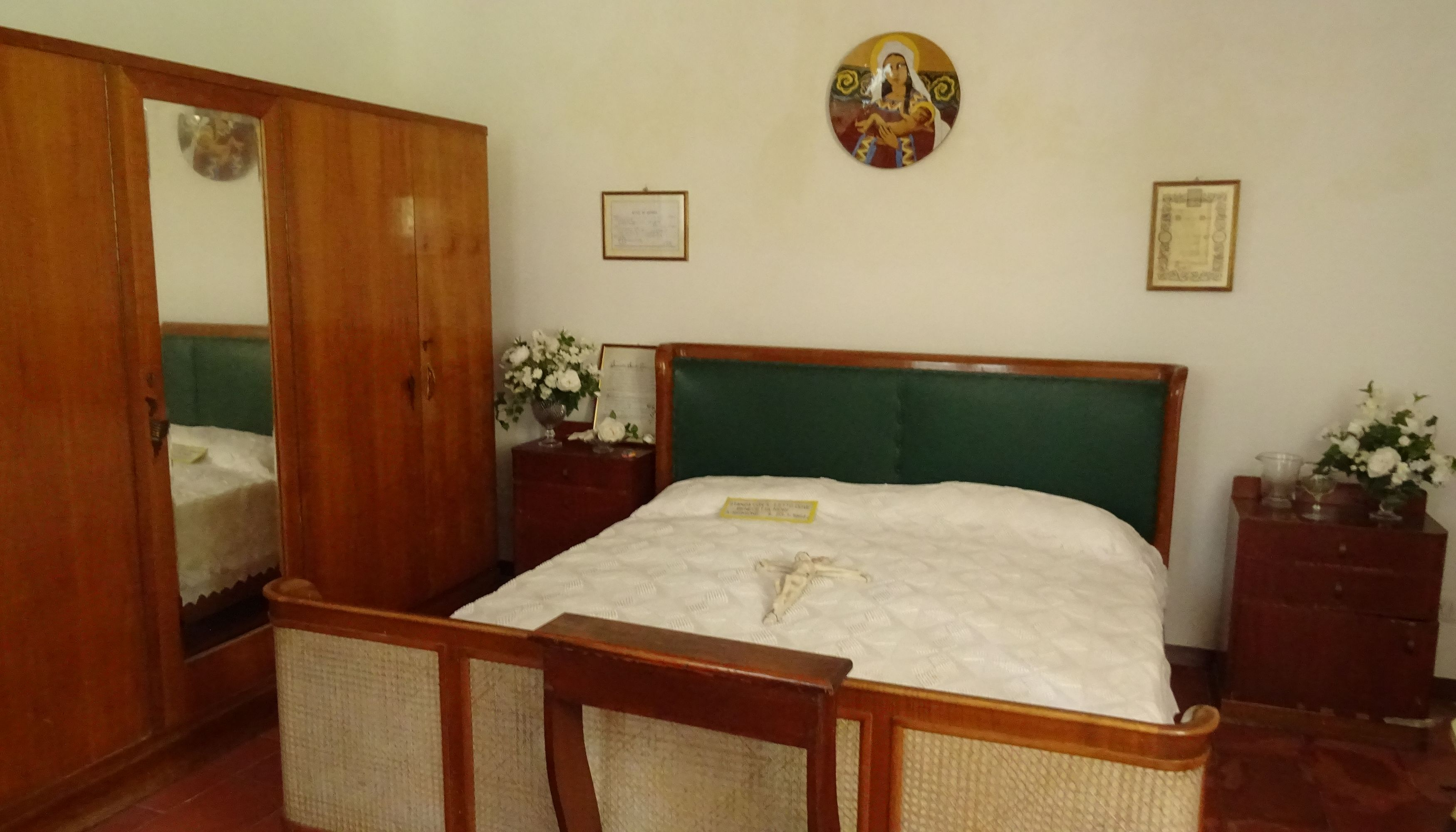
Camera da letto della beata

Le spoglie mortali della beata sono custodite nel sarcofago con figura in bronzo, opera di Biancini Angelo, nella chiesa di Sant'Andrea in Badia a Dovadola, presso la quale è stata anche allestita una stanza con i mobili della camera da letto di Sirmione in cui spirò. 

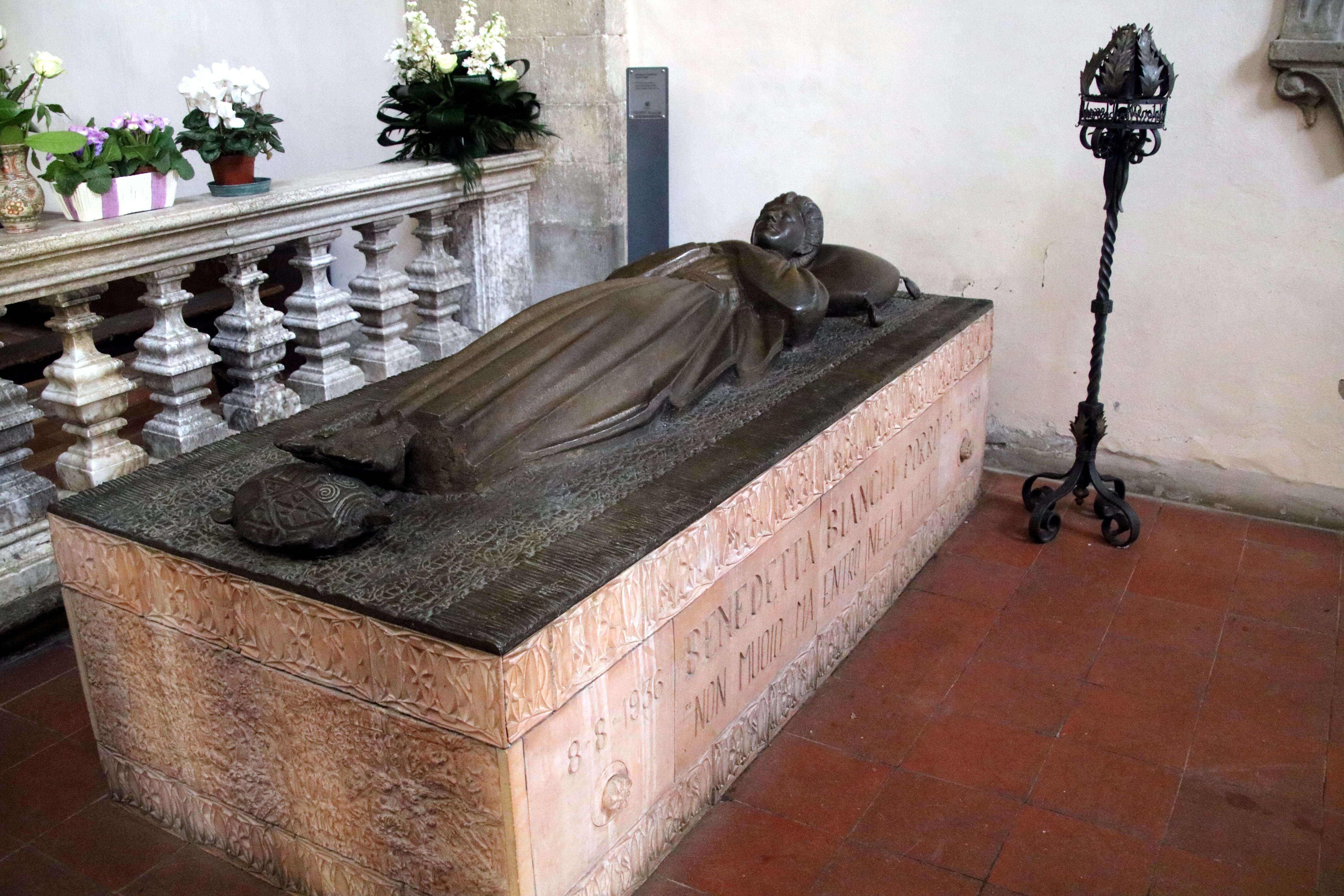
Sepolcro

## Il processo di beatificazione
Nel dicembre del 1993 la Chiesa cattolica emise il decreto di introduzione alla causa di santità e pertanto, secondo l'uso consolidato, le spettò il titolo di venerabile.
Fu proclamata beata per disposizione di papa Francesco il 14 settembre 2019.
Per ottenere la sua beatificazione, la Chiesa cattolica ha considerato miracolosa la guarigione di un giovane genovese, Stefano Anerdi, che il 21 agosto 1986 aveva avuto un incidente stradale, a causa del quale era arrivato in ospedale in coma, e i medici ne avevano dichiarato la morte cerebrale, concedendo il prelievo degli organi.  Sua madre aveva chiesto l'intercessione di Benedetta, della quale aveva letto la biografia, facendo iniziare una novena. Al termine dei nove giorni di preghiera, il 3 settembre seguente Stefano era uscito dal coma ed era poi guarito completamente. Il 7 novembre 2018 papa Francesco autorizzò il decreto secondo il quale la guarigione di Stefano Anerdi era da considerarsi inspiegabile, immediata, duratura e ottenuta per intercessione di Benedetta Bianchi Porro.

## Opere
- Quaderni di Benedetta - Il cammino verso la luce, pubblicato nel 2007 a cura di Divo Barsotti.
- Scritti Completi, Edizioni San Paolo, 2006